# Aeneas Egbertus Veldcamps
Aeneas Egbertus (Enne) Veldcamps (Koudum, gedoopt 3 oktober 1686 – Den Haag, begraven 29 juni 1741) was een Nederlands organist.
Hij was zoon van Lieucke Sijtjes en Egbert Ennes Veltkamp, die hem lieten dopen in de Hervormde Kerk in Koudum. Hijzelf trouwde in zijn Edamse periode met Elizabeth Boes.
Vader bespeelde het orgel van de Grote Kerk in Alkmaar. Hij bracht zijn zoon dan het orgelspel bij. De zoon volgde de vader op bij het bespelen van orgels in Alkmaar. Daarna volgden orgel in de kerken te Edam (1705-1706), Arnhem (1706-1718) en vanaf 1718 tot zijn dood de Grote Kerk in Den Haag. Hij had een voorliefde voor het traditionele Hollandse orgel van bijvoorbeeld Van Hagerbeer ten faveure van de modernere Duits-Groningse orgels. Het liep in Alkmaar uit op een “orgelstrijd” en polemiek over het orgel te Alkmaar; hij stond daar tegenover Gerhardus Havingha (opvolger vader Veldcamps). Dit had tot gevolg dat hij bij orgelbouw in steden als Den Haag, Dordrecht, Den Bosch, Zwolle en Gouda in die richting adviseerde. Hij liet zich ook als adviseur inschakelen door de orgelbouwer Rudolf Garrels.
Hij publiceerde twee boekjes over het orgel:
- 1727: Onderrichtinge; tegen aanpassingen in de Duits-Groningse stijl van het orgel in Alkmaar onder Havingha (uitgegeven door K. Mol)
- 1736: Instructie; voor het gebruik van het orgel in de Sint-Janskerk in Gouda.

- International Standard Name Identifier: 0000 0003 9087 9620
- Nederlandse Thesaurus van Auteursnamen: 072027312
- Virtual International Authority File: 284616514